# Liste der Baudenkmale in Briggow
In der Liste der Baudenkmale in Briggow sind alle denkmalgeschützten Bauten der Gemeinde Briggow (Mecklenburg-Vorpommern) und ihrer Ortsteile aufgelistet. Grundlage ist die Veröffentlichung der Denkmalliste des Landkreises Mecklenburgische Seenplatte (Auszug) vom 20. Januar 2017.

## Baudenkmale nach Ortsteilen

### Briggow
| ID  | Lage               | Bezeichnung                 | Beschreibung | Bild           |
| --- | ------------------ | --------------------------- | --- | -------------- |
| 182 | Dorfstraße 12      | Kirche und                  | Neugotische Backsteinkirche von 1866 auf Grundmauern eines älteren Kirchenbaues im Auftrage von Karl Alexander von Oertzen nach Plänen von Friedrich Wilhelm Buttel, Chor mit dreiseitiger Apsis, quadr. Westturm mit achtseitigem Aufsatz und Spitzhelm.                                        | Weitere Bilder |
| 182 |                    | Grabmal Wilhelm von Oertzen | |                |
| 181 | Dorfstraße 44 - 49 | Gutsanlage mit              | Gutsbesitz der Krakewitz (Adelsgeschlecht) (um 1670–1791) und Oertzen (Adelsgeschlecht) (1791–1945) Klassizistisches, 1-gesch., 10- bzw. 11-achsiger Putzbau von vermutlich um 1870 mit 2-gesch. Mittelrisalit, hohem Sockelgeschoss und Mansarddach, nach 2000 saniert als Pension und Gasthof. | Weitere Bilder |
| 181 | Dorfstraße 44, 46  | Gutshaus,                   | |                |
| 181 |                    | Parkresten und              | |                |
| 181 | Dorfstraße 52      | Stall                       | Stall aus Backstein mit Satteldach. |                |

### Sülten
| ID   | Lage          | Bezeichnung            | Beschreibung | Bild           |
| ---- | ------------- | ---------------------- | --- | -------------- |
| 1072 | Sülten        | Kirche mit             | Neugotische Dorfkirche von 1873 aus Backstein mit eingezogenem Chor mit dreiseitigem Schluss, 4-gesch. Westturm mit achtseitigem Spitzhelm (Bischofsmütze) sowie rechts kleiner Treppenturm, Ausstattung und Lütgemüllerorgel aus der Bauzeit. | Weitere Bilder |
| 1072 |               | Friedhof und           | |                |
| 1072 |               | Grabstele              | |                |
| 1073 | Sülten/L 203  | Kriegerdenkmal 1914/18 | |                |
| 1074 | Sülten 68, 69 | Bauerhaus mit          | |                |
| 1074 |               | Stall und              | |                |
| 1074 |               | Scheune                | |                |

### Sülten Hof
| ID   | Lage              | Bezeichnung          | Beschreibung | Bild |
| ---- | ----------------- | -------------------- | --- | ---- |
| 1076 | Sülten-Hof 6      | Gutshaus             | 1-gesch., 9-achsiger Putzbau mit Krüppelwalmdach, Sanierung begonnen als Förderprojekten der Deutschen Stiftung Denkmalschutz. |      |
| 1077 | Sülten-Hof 2, 3   | Landarbeiterhaus     | |      |
| 1078 | Sülten-Hof 16, 17 | Landarbeiterhaus mit | |      |
| 1078 |                   | Ställen              | |      |

## Quelle
- Karte der Baudenkmale im Geoportal des Landkreises